# Welborn Griffith
Pour les articles homonymes, voir Griffith.
Welborn Barton Griffith Junior, né le 19 novembre 1901 et mort au combat le 16 août 1944, est un colonel américain qui servit durant la Seconde Guerre mondiale dans l'Armée de terre des États-Unis.
Le colonel Griffith est connu pour avoir sauvé la cathédrale Notre-Dame de Chartres, un des plus importants édifices médiévaux, de la destruction par l'armée américaine pendant la bataille de Chartres (du 16 au 18 août 1944), durant la Seconde Guerre mondiale.

## Biographie
Welborn Griffith est né à Quanah (Texas) de l'union de Welborn Griffith Senior et de Lula Love Smith, avec quatre autres frères et sœurs. D'abord élève de l'université A&M du Texas, il fut diplômé de l'académie militaire de West Point en 1925, où il fut reconnu pour son talent à l'équitation et au tir, atteignant la qualification de "sharpshooter" au fusil et de "marksman" au pistolet.
Il se maria en 1929 à Alice Torrey, fille d'un officier de l'armée, à Fort Benning en Géorgie, d'où il fut diplômé d'infanterie. Le couple eut pour seul enfant Alice, née en 1931, et divorça quelques années plus tard.
Il fut envoyé au cours des années 1930 aux Philippines, puis posté à Shanghai, il y fût observateur au sein de l'armée chinoise. Il voyagea au Japon durant ce poste, où son activité de randonneur et de photographe lui valut d'être brièvement emprisonné par les autorités japonaises. Il se maria avec Nell Humphrey en 1940.

## Service pendant la Seconde Guerre mondiale
Lors de l'entrée en guerre des États-Unis en 1941, Griffith fût instructeur à Fort Leavenworth, dans le Kansas, puis fut nommé à partir de 1943 officier chargé des opérations au centre d'entraînement pour le désert de Californie, d'où le IV Armored Corps, bientôt renommé XX Corp (20e corps d'armée) se préparait à la guerre en Afrique du Nord. Relocalisé au Kentucky, Griffith fut chargé d'entraîner les troupes du 20e corps d'armée en vue de l'invasion de l'Europe de l'Ouest.
En février 1944, le 20e corps d'armée partit pour le Royaume-Uni, à bord du Queen Mary. Posté dans un camp dans le comté du Wiltshire, Griffith continua d'entraîner ses hommes en prévision du débarquement de Normandie. Le 22 juillet 1944, le 20e corps d'armée débarquait sur à Utah Beach.
En août, alors que le 20e corps d'armée était rattaché à la 3e armée du général Patton, ce corps d'armée repoussa les forces allemandes vers la ville de Chartres, où la 7e division blindée fut arrêtée par les Allemands.

### Le sauvetage de Notre-Dame de Chartres
Le matin du 16 août 1944, le commandant général Walton Walker et ses officiers furent informés de positions allemandes équipées de mitrailleuses et de mortiers dans Chartres. Présent à ce briefing, Griffith apprit que l'artillerie du 20e corps d'armée avait pour ordre de détruire la cathédrale de Chartres, car le commandement pensait que le bâtiment était occupé par l'armée allemande.
Le colonel Griffith décida alors d'entrer sans autre accompagnement que son chauffeur dans Chartres, pour déterminer si des forces allemandes occupaient bien la cathédrale. En y arrivant, il aperçut plusieurs soldats américains, tirant sur l'édifice car ils craignaient que des snipers allemands ne soient postés dans les tours de la cathédrale, mais il observa qu'il n'y avait aucun tir en retour. Griffith se rendit alors lui-même dans la cathédrale, inspectant la nef puis chacune des tours. Il se rendit au clocher, d'où il sonna les cloches et y pendit un drapeau américain. En sortant de la cathédrale, il envoya l'ordre à l'artillerie de ne pas détruire la cathédrale.
Eugene Schulz, un officier servant sous Griffith, décrivit plus tard l'évènement: « Personne ne sait pourquoi il (Griffith) se rendit personnellement dans Chartres. Il a dû franchir quelques lignes ennemies pour se rendre dans la cathédrale, pour la fouiller, de la nef au clocher, et il n'y a pas trouvé les tireurs d'élite allemands. Il donna alors immédiatement l'ordre à l'artillerie, "annulez cet ordre de bombarder et de détruire la cathédrale". »
Puis le colonel Griffith ordonna à son chauffeur de prendre la direction de Lèves, au nord de Chartres. Ils y rencontrèrent une patrouille allemande d'une quinzaine d'hommes. Après avoir échangé des tirs, les deux hommes se replièrent et tombèrent sur un tank de la 7e division blindée américaine. Ordonnant au tank de se rendre sur les lieux de sa rencontre avec la patrouille allemande, Griffith monta derrière la tourelle du char, tenant un fusil et un pistolet à la main. Dans les rues de Lèves, le tank fut pris pour cible par les forces allemandes. Touché mortellement dans le dos, le colonel Griffith mourut instantanément.
Son corps fut veillé par des habitants jusqu'au lendemain matin, quand les forces américaines libérèrent Lèves. Il fut enterré avec tous les honneurs militaires dans le cimetière temporaire de Savigny-sur-Braye. La commune érigea plus tard une plaque commémorant le lieu de sa mort.
Il repose aujourd'hui au cimetière militaire américain de Saint-James, en Normandie.

## Décorations
Le 21 octobre 1944, la Distinguished Service Cross fût décernée de façon posthume au colonel Griffith. Il fut aussi décoré de la Silver star, de la Purple Heart et de la Legion of Merit. La France le décora également, de la Croix de Guerre avec palme, ainsi que de la Légion d'honneur.
|  |  |  |  |
|  |  |  |  |

| Purple Heart               | Purple Heart               | Silver Star (médaille) | Silver Star (médaille) | Distinguished Service Cross | Distinguished Service Cross | Legion of Merit | Legion of Merit |
| Croix de Guerre avec palme | Croix de Guerre avec palme | Légion d'honneur       | Légion d'honneur       |                             |                             |                 |                 |

## Sources
1. 1 2 3 4  Centre France, « Commémoration - Cérémonie organisée, en septembre, à Lèves, pour honorer Welborn Griffith, le sauveur de la cathédrale de Chartres », www.lechorepublicain.fr,‎ 16 août 2024 (lire en ligne [archive du 16 août 2024], consulté le 7 mars 2025)

- (en) Cet article est partiellement ou en totalité issu de l’article de Wikipédia en anglais intitulé « Welborn Griffith » (voir la liste des auteurs).